# Carretera Panfilipina
La Carretera Panfilipina (Pan-Philippine Highway en inglés) o Carretera Maharlika (Maharlika Highway en inglés, Daang Maharlika en tagalo) es una red viaria de 3.517 kilómetros (2.185 millas) de carreteras, puentes y servicios de ferry que conectan las islas de Luzón, Samar, Leyte y Mindanao en las Islas Filipinas, auténtica columna vertebral de transporte de este país.

## Trazado
- Laoag City - Tuguegarao
- Carretera en el Valle del Cagayán: Cagayán - provincia de Isabela - provincia de Nueva Vizcaya - Nueva Écija - Bulacán
- Carretera de Doña Remedios a Trinidad: Baliuag - Pulilan
- Carretera MacArthur: Guiguinto - Valenzuela - Caloocan
- Avenida Rizal: Caloocan - Manila
- Calles de Ronquillo y Bustos: Plaza Carriedo
- Plaza de Santa Cruz.
- Calle Padre Burgos
- Avenida Taft: Manila - Pasay
- Carretera Redentoristas: Pasay - Parañaque
- Avenida Quirino: Parañaque - Las Piñas
- Carretera Alabang-Zapote.
- Carretera Nacional: Muntinlupa - Calamba
- Calamba - Batangas - provincia de Laguna - provincia de Quezón - Camarines del Norte - Camarines del Sur - Albay - Sorsogon
- Buque de Matnog a Allen
- Sámar del Norte - Sámar - Leyte - Leyte del Sur
- Ferry de Liloan a Surigao

### Isla de Mindanao
- Surigao del Norte - Agusan del Norte - Agusan del Sur - Valle de Compostela - Dávao del Norte - Dávao - Dávao del Sur - Sarangani - Cotabato del Sur - Sultan Kudarat - Maguindanao - Cotabato - Maguindanao - Lanao del Sur - Lanao del Norte - Zamboanga del Sur - Zamboanga